# Archidiecezja nazaretańska
Archidiecezja nazaretańska (łac. Archidioecesis Nazarenus) – historyczna rzymskokatolicka archidiecezja ze stolicą w Nazarecie w Królestwie Jerozolimskim. Arcybiskupi nazaretańscy byli metropolitami metropolii Nazaret. Podlegali oni łacińskim patriarchom Jerozolimy.
Obecnie istnieje tytuł arcybiskupa nazaretańskiego przyznawany arcybiskupom tytularnym. Ostatnim tytularnym arcybiskupem nazaretańskim był zmarły 1989 Giuseppe Carata.

## Historia
Po sukcesie I wyprawy krzyżowej, w 1099, Nazaret został stolicą Księstwa Galilei. W 1100, za pontyfikatu papieża Paschalisa II, do Nazaretu przeniesiona została stolica biskupia z Scythopolis. 
W latach 1187–1229 Nazaret był w rękach muzułmańskich po czym powrócił pod władzę chrześcijan, którzy ostatecznie stracili to miasto w 1263. Sułtan Bajbars dokonał wówczas zniszczenia wszystkich chrześcijańskich budynków i wygnał z miasta całą ludność chrześcijańską. Arcybiskupi nazaretańscy byli mianowani jeszcze przez kilkadziesiąt lat. W 1327 papież Jan XXII zlikwidował arcybiskupstwo Nazaretu powołując archidiecezję Nazaret w Barlettcie we Włoszech (później archidiecezja Nazaret–Canne–Monteverde in Barletta). Z jednym arcybiskupów Nazaret–Canne–Monteverde in Barletta był kard. Maffeo Barberini - późniejszy papież Urban VIII. Archidiecezja ta została zlikwidowana w 1818, za pontyfikatu Piusa VII.
22 września 1828 tytuł arcybiskupa Nazaretu został połączony z tytułem arcybiskupa istniejącej włoskiej archidiecezji Trani i Bisceglie, która zmieniła nazwę na archidiecezja Trani i Nazaret i Bisceglie. Od 21 kwietnia 1860 tytuł arcybiskupa Nazaretu nie jest już przypisany arcybiskupom archidiecezji Trani i Bisceglie, lecz niektórzy jej ordynariusze otrzymywali w późniejszych latach honorowy tytuł arcybiskupa Nazaretu.

## Arcybiskupi

### Arcybiskupi Nazaretu
- Bernardo (1120? – ?)
- Guglielmo (1129 – 1138)
- Roberto I (1138 – 1151)
- Roberto II (1151 – ?)
- Attardo (? – 1159)
- Letardus (1160 – 1190)
- Gervasio (? – 1222)
- Nicola (? – 1230?)
- Ugo (1231 – 1239)
- Enrico (1244 – 1268)

w 1263 utrata Nazaretu przez chrześcijan
- Guglielmo di San Giovanni (1298 – ?)
- Guido (? – 1298)
- Pietro (? – 1326?)

### Arcybiskupi tytularni Nazaretu po 1860
- Youhanna Habib (1889 - 1894)
- Paul Auad (1896 – 1911)
- Giuseppe Maria Leo (1920 – 1925) arcybiskup Trani i Barletta
- Paul Auad (1941 – 1944) emerytowany maronicki arcybiskup Cypru
- Reginaldo Giuseppe Maria Addazi OP (1947 – 1971) arcybiskup Trani i Barletta
- Giuseppe Carata (1971 - 1989) arcybiskup Trani i Barletta